# Eliška Junková

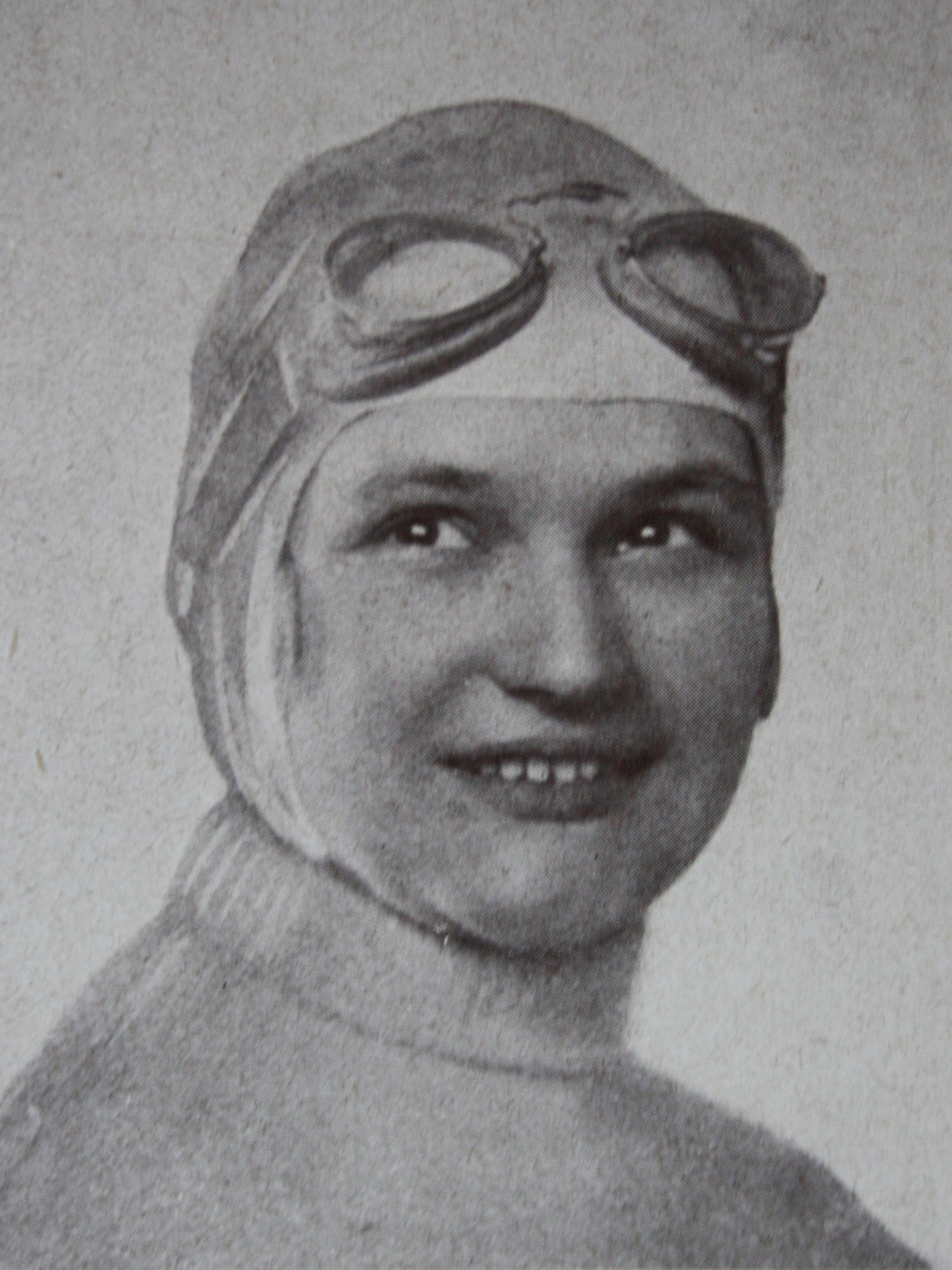
Eliška Junková

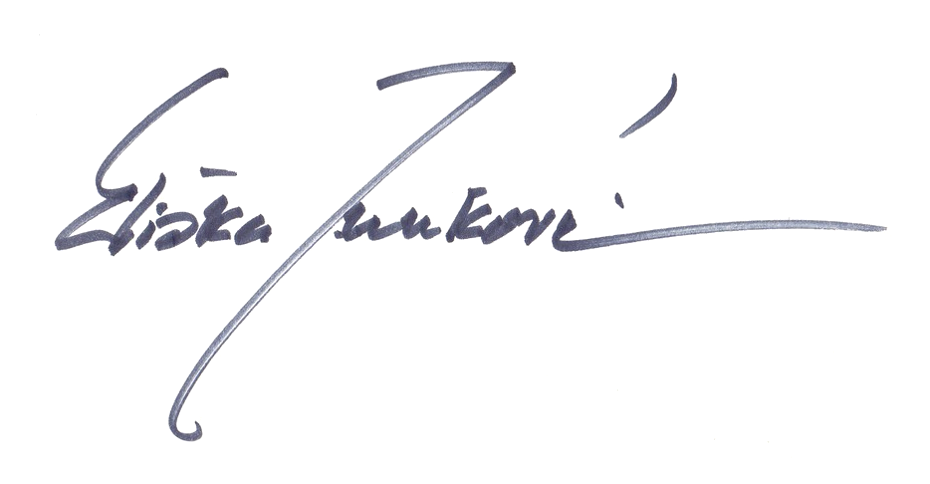
firma de Eliška Junková

Eliška Junková, también conocida como Elizabeth Junek (16 de noviembre de 1900–5 de enero de 1994) fue una piloto de automovilismo checoslovaca. Es considerada como una de las mujeres más destacadas en la historia del automovilismo.

## Educación
Eliška vivió en una herrería de Olomouc, Moravia, (Imperio austrohúngaro). Al acabar la Primera Guerra Mundial, Moravia pasó a formar parte de la nueva república Checoslovaca. Eliška encontró trabajo en el Banco Olomouc gracias a sus habilidades para los idiomas, cumpliendo además su deseo de poder viajar por el mundo. Fue en esta etapa cuando conoció a Vincenc "Cenek" June, un ambicioso banquero que compartió con ella su fascinación por la velocidad, y con el que terminó contrayendo matrimonio.

## Inicios
Su primer viaje fue a Brno, después a Praga, Francia y Gibraltar, aunque no viajó al Norte de África o Londres, como era su deseo. Tras el viaje, volvió a París a reencontrarse con Cenek.
Eliska afirmó que Si él va a ser el amor de mi vida, mejor aprender a amar esos aburridos motores, pero rápidamente empezó a interesarse en los coches deportivos, especialmente los Bugattis. Volvió a Praga en 1922 para dar clases de conducción y obtener de forma clandestina una licencia, mientras tanto, Cenek empezó a competir y ganó el Zbraslav-Jiloviste hillclimb de 1922, año en el que finalmente terminaron casándose.

## Carrera
Eliska y Cenek compraron el mismo año un Mercedes-Benz y un Bugatti clase 30, que anteriormente había corrido en el Gran Premio de Francia.
Al principio, dejó la conducción a su marido, pero una herida en la mano durante la guerra afectó a su habilidad para conducir, y ella aprovechó la oportunidad de competir en su lugar. Su primera carrera fue en 1923. En los siguientes años consiguió ganar en Lachotin-Tremosna en al categoría de Turismos, suceso que fue celebrado en su país, terminó también primera en Zbraslav-Jiloviste en 1925 y Junek compró un segundo Bugatti para celebrarlo. Eliska cobró fama por toda Europa, siendo llamada La reina del neumático.
En 1926, corrió en el Klaussenpass de Suiza y en el Targa Florio, circuito caracterizado por su dureza. Eliska demostró una gran técnica al volante y consiguió acabar en cuarto puesto antes de estrellarse. En lo sucesivo, ella ganó en Nürburgring (Alemania), lo que la convirtió en al única mujer de la historia en ganar un Gran Premio.
Tras conseguir, en 1928, ganar el Targa Florio, adquirió un nuevo Bugatti Type 35 que le permitió estar entre los grandes pilotos masculinos.

## Tragedia
De vuelta a Nürburgring en julio de 1928, compartió volante con su marido. Este se salió de la pista y falleció al instante. Junek quedó muy impactada y dejó la competición, vendió sus coches y retomó su primera pasión, viajar.
No volvió a encontrar amor hasta principios de la Segunda Guerra Mundial. Elïska ha vivido hasta los 94 años, cayendo en el olvido su trayectoria profesional hasta la caída del Telón de Acero, recuperando su posición en la historia del motor. Su última aparición fue en 1989, a la edad de 91 años, donde asistió como invitada de honor a una reunión de Bugatti en los Estados Unidos.
En 1994, falleció en Praga a la edad de 93 años.